# Месть человека-невидимки
«Месть человека-невидимки» (англ. The Invisible Man's Revenge) — фильм режиссёра Форда Биби, снятый в 1944 году. Фильм входит в классическую серию фильмов ужасов студии Universal.

## Сюжет
Роберт Гриффин, опасный маньяк, сбегает из кейптаунской лечебницы, убив двух медсестёр и охранника, и добирается до Лондона. Здесь он навещает Джаспера и Ирену Херрик, с которыми вместе, как выясняется, несколько лет назад нашёл алмазные копи в Африке, после чего получил удар по голове и упал в пропасть. Гриффин требует от Херриков вернуть его долю прибыли, предъявив доказательство - договор, заключённый им с супругами, по которому половина всего найденного принадлежит ему. Выпив несколько глотков виски, Гриффин отключается, после чего Ирена похищает договор, а Джаспер выбрасывает Гриффина из дома. Роберт падает в реку, но ему помогает спастись Герберт Хиггинс, местный сапожник.
Тёмной, дождливой ночью идущий пешком Роберт попадает в дом к доктору Питеру Друри, изобретшему способ делать живых существ невидимыми. Друри предлагает Гриффину стать добровольцем для проведения опыта на человеке, и тот соглашается. Эксперимент проходит успешно и Роберт покидает дом доктора, став невидимкой.
Гриффин возвращается в дом Херриков, где запугивает Илону и Джаспера и заставляет Джаспера написать письмо, в котором тот признаётся в попытках убийства и ограблении Роберта и отказывается в пользу Роберта от всего своего имущества. После этого Роберт возвращается в дом Хиггинса и делает того своим прислужником.
В баре местной гостиницы посетители обсуждают виденное ими - идущий по улице костюм без рук и головы и т.д., всё это записывает журналист Марк Фостер, жених дочери Херриков Джулии. В бар приходит Хиггинс и, с помощью невидимого Роберта, выигрывает пять фунтов при игре в дартс. Позже Гриффин появляется в доме Херриков, где пытается убить Фостера, сбросив на него статую, и вынуждает Джаспера дать обещание выдать за себя Джулию, при условии что Роберт снова станет видимым.
Гриффин подсматривает в окно за опытом Друри по возвращению видимости Бруту, псу доктора, и требует вернуть видимость и ему. Выясняется, что для этого нужно полное переливание крови, ведущее к смерти донора. Роберт заставляет Друри позвонить Фостеру и завлечь к себе для использования в качестве донора, но доктор вместо этого звонит в полицию. Гриффин понимает обман и сам делает себе переливание, использовав Друри в качестве донора. Затем он поджигает дом доктора и сбегает, преследуемый Брутом.
Гриффин поселяется в доме Херриков под именем Мартина Филда, но на следующее утро к нему заявляется Хиггинс и шантажирует его. В итоге Хиггинс соглашается убить Брута за награду в тысячу фунтов. За обедом Роберт начинает исчезать - он понимает, что действие крови доктора заканчивается. Он заманивает Фостера в винный погреб, оглушает и начинает делать новое переливание крови. В это время в дом проникают полиция и Брут, которого Хиггинс не может удержать. Брут ведёт всех к двери винного погреба.
Дверь погреба взламывают, и Брут загрызает насмерть не успевшего завершить переливание Гриффина.

## В ролях
- Джон Холл — Роберт Гриффин, человек-невидимка
- Леон Эррол — Герберт Хиггинс, сапожник
- Джон Кэррадайн — доктор Питер Друри
- Лестер Мэттьюз — Джаспер Херрик
- Гейл Сондергард — Ирена Херрик
- Алан Кёртис — Марк Фостер, журналист
- Эвелин Анкерс — Джулия Херрик, дочь Ирены и Джаспера

В титрах не указаны
- Скелтон Кнаггс — Альф Перри, извозчик
- Беатрис Робертс — медсестра